# 鹿島正裕
鹿島 正裕（かしま まさひろ、1948年(昭和23年) - ）は、日本の国際政治学者、金沢大学名誉教授。

## 略歴
新潟県新潟市生まれ。1971年東京大学教養学部教養学科国際関係論分科卒業。1979年同大学院社会学研究科博士課程単位取得退学。2001年「中東戦争との関連における米国・エジプト関係史の研究」で東大博士（学術）。
1980-82年エジプト・カイロ大学文学部客員助教授。1982年金沢大学法学部専任講師、1984年助教授、1988年教授、2008年同人間社会学域国際学類教授。2013年定年退任、名誉教授。2014-18年放送大学特任教授、石川学習センター所長。

## 著書
- 『ハンガリー現代史』亜紀書房 現代史叢書、1979
- 『カイロ大学より』三修社、1985
- 『中東戦争と米国 米国・エジプト関係史の文脈』御茶の水書房、2003
- 『中東政治入門 現状はどのように生まれたか』第三書館、2010
- ｛増補新版｝『中東政治入門 アラブの春とその背景』第三書館、2013
- 『民主的アラブ国への道　チュニジア近現代史とブルギバ』第三書館、2021
- 『国際政治遠望　戦後史の回顧と概観』NextPublishing Authors Press、2021

### 編著
- 『冷戦終結後の世界と日本』編 風行社、1997
- 『21世紀の世界と日本』編 風行社、2001
- 『国際学への扉 異文化との共生に向けて』編 風行社、2008
- 『国際学への扉  異文化との共生に向けて』改訂版 倉田徹共編 風行社、2012
- 『国際学への扉  異文化との共生に向けて』三訂版 倉田徹・古畑徹共編 風行社、2020

### 共著
- 木戸蓊 伊東孝之編『東欧現代史』有斐閣、1987
- 菊地昌典編『社会主義と現代世界2 社会主義の現実 I 』山川出版社、1989
- 伊能武治編『中東における国家と権力構造 』アジア経済研究所、1994
- 歴史学研究会編『講座・世界史9 解放の夢――大戦後の世界』東京大学出版会、1996
- 清水学編『中央アジア 市場化の現段階と課題』アジア経済研究所、1998
- 北川勝彦編『脱植民地化とイギリス帝国』ミネルヴァ書房、2009
- M. Riegel & J. Landovsky, eds, "Strategic and Geopolitical Issues in the Contemporary World" Cambridge Scholars Publishing, 2013

### 翻訳
- レオ・マテス『非同盟の論理 第三世界の戦後史』ティビーエス・ブリタニカ、1977
- パムレーニ・エルヴィン編『ハンガリー史』1-2 田代文雄共訳　恒文社、1980
- エドガー・オーウェンズ『開発と自由 発展途上国援助の政治学』風行社、1991
- L.Z.アイゼンバーグ, N.キャプラン『アラブ・イスラエル和平交渉 キャンプ・デービッド以後の成功と失敗』御茶の水書房、2004
- アディード・ダウィシャ『民主化かイスラム化か アラブ革命の潮流』風行社、2013
- ケネス・パーキンズ『チュニジア近現代史　　民主的アラブ国家への道程』風行社、2015
- メフディ・モザッファリ『イスラム主義　新たな全体主義』風行社、2018